# 남부 석회암 알프스산맥

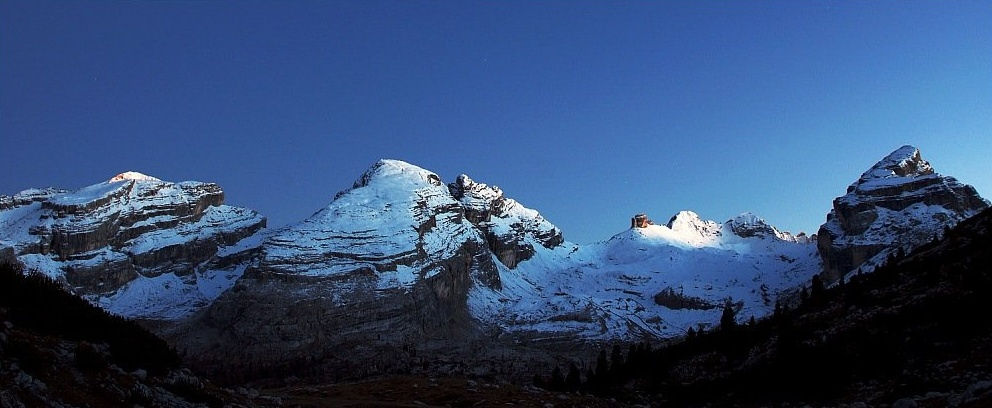
남부 석회암 알프스산맥에 위치한 돌로미티산맥

남부 석회암 알프스산맥(이탈리아어: Alpi Sud-orientali 알피 수드오리엔탈리[*])은 알프스산맥의 산맥이다. 중동알프스산맥의 남쪽에 위치하며 동알프스산맥의 일부를 형성한다.
산맥의 대부분이 이탈리아 북부에 걸쳐 있으며 오스트리아 남부, 슬로베니아 북서부, 스위스 동부에 걸쳐 있다. 산맥에서 가장 높은 봉우리는 오르틀러봉(Ortler)으로 높이는 3,905m이다. 남부 석회암 알프스산맥을 형성하는 주요 산맥으로는 율리안알프스산맥, 돌로미티산맥가 있다.

## 같이 보기
- 북부 석회암 알프스산맥